# Garbsen
Garbsen è una città di 62.000 abitanti della Bassa Sassonia, in Germania.

Appartiene alla regione di Hannover.
Garbsen si fregia del titolo di "Comune indipendente" (Selbständige Gemeinde).
Ha una sede Amazon all'indirizzo Grabenfeldstraße 1.
Comprende le frazioni di Altgarbsen, Auf der Horst, Berenbostel, Frielingen, Garbsen-Mitte, Havelse, Heitlingen, Horst, Meyenfeld, Osterwald, Oberende, Osterwald, Unterende , Schloß Ricklingen e Stelingen.